# کاز مینرالز
کاز مینرالز (انگلیسی: KAZ Minerals) شرکت معدن بریتانیایی قزاقستانی است، که در سال ۲۰۱۴ توسط اولگ نواچوک تأسیس شد.